# Вайт-Сендс
Вайт-Сендс (англ. White Sands) — літнє село в Канаді, у провінції Альберта, у складі муніципального району Стеттлер № 6.

## Населення
За даними перепису 2016 року, літнє село нараховувало 120 осіб постійного населення, показавши зростання на 31,9%, порівняно з 2011-м роком. Середня густина населення становила 76,2 осіб/км².
З офіційних мов обидвома одночасно володіли 10 жителів, тільки англійською — 110, а 5 — жодною з них. Усього 5 осіб вважали рідною мовою не одну з офіційних.
Працездатне населення становило 70 осіб (60,9% усього населення), усі були зайняті.

## Клімат
Середня річна температура становить 2,9°C, середня максимальна – 21,2°C, а середня мінімальна – -18,3°C. Середня річна кількість опадів – 463 мм.
| Клімат поселення                              | Клімат поселення | Клімат поселення | Клімат поселення | Клімат поселення | Клімат поселення | Клімат поселення | Клімат поселення | Клімат поселення | Клімат поселення | Клімат поселення | Клімат поселення | Клімат поселення | Клімат поселення |
| Показник                                      | Січ.             | Лют.             | Бер.             | Квіт.            | Трав.            | Черв.            | Лип.             | Серп.            | Вер.             | Жовт.            | Лист.            | Груд.            |                  |
| Середній максимум, °C                         | −7               | −3,7             | 1,03             | 9,33             | 15,15            | 19,60            | 21,15            | 20,52            | 15,29            | 9,84             | 0,47             | −5,33            |                  |
| Середня температура, °C                       | −12,65           | −9,37            | −4,62            | 3,70             | 9,50             | 13,97            | 16,48            | 15,87            | 10,64            | 5,18             | −4,2             | −10              |                  |
| Середній мінімум, °C                          | −18,29           | −15              | −10,25           | −1,95            | 3,87             | 8,32             | 11,84            | 11,22            | 5,98             | 0,54             | −8,84            | −14,65           |                  |
| Норма опадів, мм                              | 22               | 15               | 21               | 24               | 44               | 83               | 92               | 61               | 42               | 20               | 20               | 19               |                  |
| Середньомісячна швидкість вітру, м/с          | 3.55             | 3.50             | 3.70             | 3.97             | 4.00             | 3.70             | 3.30             | 3.12             | 3.40             | 3.60             | 3.73             | 3.70             |                  |
| Середньомісячна сонячна радіація, кДж/м²·день | 3824             | 7493             | 12450            | 17409            | 20983            | 22232            | 22658            | 19144            | 13167            | 7931             | 4055             | 2851             |                  |
| --------------------------------------------- | ---------------- | ---------------- | ---------------- | ---------------- | ---------------- | ---------------- | ---------------- | ---------------- | ---------------- | ---------------- | ---------------- | ---------------- | ---------------- |
| Джерело:                                      |                  |                  |                  |                  |                  |                  |                  |                  |                  |                  |                  |                  |                  |